# Ter Leede (voetbalclub)
Ter Leede is een op 30 april 1930 opgerichte amateurvoetbalvereniging uit Sassenheim. De thuiswedstrijden worden gespeeld op sportpark De Roodemolen, dat gedeeld wordt met RKVV Teylingen. De kleuren zijn rood en geel.
In het seizoen 2025/26 komt het standaardelftal bij de mannen uit in de Vierde divisie en het eerste vrouwenteam in de Topklasse.
De club is onder andere bekend door het winnen van de Super Cup voor amateurs in 2004. Bij de vrouwen was Ter Leede in 2001 het eerste Nederlandse vrouwenvoetbalteam dat aan een Europees toernooi deelnam, de UEFA Women's Cup 2001/02.

## Mannen

### Erelijst
Landskampioen zaterdagamateurs: 1957, 1959
kampioen Hoofdklasse: 2013, 2019
winnaar KNVB beker voor amateurs: 2004
winnaar Districtsbeker West II: 2004
winnaar Super Cup amateurs: 2004

### Competitieresultaten 1943–heden
| 5 4B |

| 8 4B |

|  |

| 3 4D |

| 3 4A |

| 7 4A |

| 4 4A |

| 2 4A |

| 1 4A |

| 9 3A |

| 6 3A |

| 4 3A |

| 5 3A |

| 2 3A |

| 1 |

| 4 |

| 1 |

| 4 |

| 4 |

| 5 |

| 11 2A |

| 9 2A |

| 13 2B |

| 11 2A |

| 5 2A |

| 8 2B |

| 10 2A |

| 3 2B |

| 9 1A |

| 9 1A |

| 10 1A |

| 12 1A |

| 7 2A |

| 9 2A |

| 5 2A |

| 9 2B |

| 6 2B |

| 4 2C |

| 2 2C |

| 12 2B |

| 7 3A |

| 7 3A |

| 6 3A |

| 10 3A |

| 12 3A |

| 4 4B |

| 8 4B |

| 3 4B |

| 4 4B |

| 1 4B |

| 1 3A |

| 6 2C |

| 2 2B |

| 6 2B |

| 1 1B |

| 12 A |

| 1 1B |

| 6 A |

| 2 A |

| 5 A |

| 3 A |

| 3 A |

| 4 A |

| 5 A |

| 8 A |

| 12 A |

| 5 A |

| 9 A |

| 9 A |

| 2 A |

| 1 A |

| 16 |

| 9 B |

| 7 B |

| 2 A |

| 2 A |

| 1 A |

| -- |

| 16 |

| 11 |

| 17 |

| 8 A |

| 14 A |

| A |

| Derde DivisieTopklasse | Hoofdklasse | Eerste klasse | Tweede klasse | Derde klasse | Vierde klasse |

In elke staaf van de grafiek staat van boven naar beneden vermeld: 
- Eindnotering

Dit is de positie die de club heeft bereikt in de competitie, zonder eventuele beslissings-, play-off- of nacompetitiewedstrijden die nodig zijn geweest om bijvoorbeeld de kampioen van de competitie te bepalen.
Indien een * achter het getal staat is de notering een tussenstand en kan het zijn dat de notering niet overeenkomt met de uiteindelijke eindstand van de competitie.
Staat er een - dan is het seizoen nog bezig en is er geen definitieve uitslag bekend.
Staat er xx op de positie van de notering, dan heeft de club vroegtijdig de competitie verlaten. Dit kan onder andere komen door terugtrekking van het team, faillissement van de club of door een uitgedeelde straf van de KNVB. In veel gevallen staat elders in het artikel de reden vermeld.
Staat er een ? dan is het resultaat uit het verleden onbekend, en is alleen de competitie of het niveau bekend van dat seizoen.
In de seizoenen 2019/20 en 2020/21 werd wegens de coronacrisis het amateurvoetbal afgebroken. Daardoor kennen deze staven geen eindklassering (middels -- weergegeven).
- Competitieniveau en afdelingsletter of Officiële eindstand Eredivisie
  - Competitieniveau en afdelingsletter

Hierbij geeft het getal het niveau weer, dat ook terug te vinden is in de legenda. De letter is de afdelingsaanduiding en wordt gebruikt wanneer er meer afdelingen zijn op hetzelfde niveau. De afdelingsletter is altijd een hoofdletter en wordt meestal zonder nummer gebruikt.
Voorbeeld: 2F is niveau 2e klasse competitie F.
Het competitieniveau en nummer wordt niet vermeld wanneer er slechts één competitie van dit niveau was.
  - Officiële eindstand Eredivisie (getal staat tussen haakjes vermeld)

Sinds de introductie van play-offwedstrijden voor Europees voetbal na afloop van de reguliere competitie in 2005/06, is de KNVB verplicht een eindstand van de Eredivisie door te geven aan de UEFA aan de hand van deze play-offwedstrijden.
Bij deze eindstand staan clubs die zich hebben gekwalificeerd voor Europees voetbal hoger dan clubs die zich niet wisten te kwalificeren. Indien er geen verschil was tussen de eindnotering en de officiële eindstand, staat dit getal niet vermeld.

- Onderafdeling

Hier staat afgekort de naam van de onderafdeling indien de club in dat jaar in een onderafdeling uitkwam. Tevens staat deze afkorting in de legenda en wordt gelinkt naar het artikel over deze onderafdeling. Deze afkorting wordt alleen vermeld wanneer de club in het verleden in verschillende onderafdelingen heeft gespeeld. Deze vermelding is in de staaf altijd in kleine letters. Deze onderafdelingen zijn na het seizoen 1995/96 afgeschaft. Heeft de club in slechts één onderafdeling gespeeld, dan is dit alleen terug te vinden in de legenda.
Onder de staaf staat het jaartal vermeld waarin het seizoen is afgesloten. 15 verwijst naar het seizoen 2014/15 of eventueel het seizoen 1914/15.
Wanneer een staaf leeg is, zijn deze gegevens niet bekend. Het kan ook zijn dat de club dat seizoen niet heeft meegespeeld op het hogere amateurniveau, vroegtijdig de competitie heeft verlaten of uit de competitie is gezet.

In het seizoen 1944/45 was er wegens de Tweede Wereldoorlog geen regulier competitievoetbal.

### Ter Leede in de KNVB Beker
Dit schema laat de resultaten zien van Ter Leede tegen profclubs in de KNVB Beker.
| Seizoen | Ronde    | Wedstrijd                       | Uitslag  |
| ------- | -------- | ------------------------------- | -------- |
| 2000/01 | Groep 1  | Telstar - Ter Leede             | 2-1      |
| 2000/01 | Groep 1  | Ter Leede - AZ Alkmaar          | 2-3      |
| 2000/01 | 2e ronde | Ter Leede - Fortuna Sittard     | 1-2 n.v. |
| 2001/02 | Groep 5  | Ter Leede - SBV Excelsior       | 1-3      |
| 2002/03 | Groep 1  | AZ Alkmaar - Ter Leede          | 5-1      |
| 2003/04 | 1e ronde | Ter Leede - BV Emmen            | 0-2      |
| 2004/05 | 1e ronde | Ter Leede - NAC Breda           | 0-3      |
| 2005/06 | 1e ronde | Ter Leede - FC Groningen        | 0-1      |
| 2006/07 | 1e ronde | Ter Leede - FC Omniworld        | 4-2      |
| 2006/07 | 2e ronde | Ter Leede - Stormvogels Telstar | 1-2 n.v. |

### Recente trainers
Arie Lagendijk (1996-2005)
Henk Wisman (2006-07, 2012-2019)
Jasper de Muijnck (2007-08)
Erik Assink (2008-2010)
Steef Roodakkers (2019-2022)
Niek Oosterlee (2022-2024)
Martijn Lagendijk (2024-heden)

### Bekende (oud-)spelers
- Serge van den Ban
- Houssin Bezzai
- Mike Boelee
- Jeffrey Bok
- Florencio Cornelia
- Ryan Holman
- Rogier Koordes
- Pim Langeveld
- Sergio Ommel
- Gertjan Tamerus

## Vrouwen

### Erelijst
Landskampioen: 2001, 2003, 2004, 2007
kampioen Topklasse: 2013, 2017
kampioen Hoofdklasse: 2009, 2010
winnaar KNVB beker: 1992, 2001, 2007
winnaar Supercup: 2004, 2007

### Competitieresultaten 1995-heden
| 10 |

| 4 |

| 7 |

| 5 |

| 2 |

| 6 |

| 1 |

| 6 |

| 1 |

| 1 |

| 4 |

| 2 |

| 1 |

| 2 |

| 1 |

| 1 |

| 3 |

| 3 |

| 1 |

| 3 |

| 4 |

| 2 |

| 1 |

| 5 |

| 3 |

| -- |

| -- |

| 6 |

| 5 |

| 8 |

| 3 |

|  |

| Hoofdklasse (niveau 1) | Hoofdklasse (niveau 2) | Topklasse (niveau 2) |

| 10 |

| 4 |

| 7 |

| 5 |

| 2 |

| 6 |

| 1 |

| 6 |

| 1 |

| 1 |

| 4 |

| 2 |

| 1 |

| 2 |

| 1 |

| 1 |

| 3 |

| 3 |

| 1 |

| 3 |

| 4 |

| 2 |

| 1 |

| 5 |

| 3 |

| -- |

| -- |

| 6 |

| 5 |

| 8 |

| 3 |

|  |

| Hoofdklasse (niveau 1) | Hoofdklasse (niveau 2) | Topklasse (niveau 2) |

| Seizoen | Competitie       | Ronde      | Land                 | Club                | Totaalscore | 1e W    | 2e W | PUC |
| ------- | ---------------- | ---------- | -------------------- | ------------------- | ----------- | ------- | ---- | --- |
| 2001/02 | UEFA Women's Cup | Groepsfase | Vlag van Rusland     | Ryazan TNK          | 0–4         | 0–4 (U) |      | 4.0 |
|         |                  | Groepsfase | Vlag van Slowakije   | SKF Zilina          | 1–0         | 1–0 (T) |      | 4.0 |
|         |                  | Groepsfase | Vlag van Griekenland | AO Kavala           | 8–0         | 8–0 (T) |      | 4.0 |
| 2003/04 | UEFA Women's Cup | Groepsfase | Vlag van Moldavië    | FC Codru Anenii Noi | 8–0         | 8–0 (T) |      | 4.0 |
|         |                  | Groepsfase | Vlag van Faeröer     | KÍ Klaksvík         | 5–0         | 5–0 (T) |      | 4.0 |
|         |                  | Groepsfase | Vlag van Engeland    | Fulham LFC          | 1–3         | 1–3 (T) |      | 4.0 |
| 2004/05 | UEFA Women's Cup | 1Q         | Vlag van IJsland     | KR Reykjavík        | 0–1         | 0–1 (T) |      | 1.5 |
|         |                  | 1Q         | Vlag van Slovenië    | ZNK Krka Novo Mesto | 2–0         | 2–0 (T) |      | 1.5 |
|         |                  | 1Q         | Vlag van Finland     | Malmin PS Helsinki  | 1–1         | 1–1 (U) |      | 1.5 |

| Arlette Almeida (?-2007) en (2008-2010) Jet Bavelaar (2010-2011) Marjolijn van den Bighelaar Akke van den Born Cindy Burger (1999-2005) Marissa Compier (?-2009) Nathalie Geeris | Claudia van den Heiligenberg (2006-2007) Petra Hogewoning (?-2007) Renate Jansen (2007-2008) Daphne Koster (2000-2007) Karin Legemate (2002-2007) Priscilla Mesker | Miranda Noom Sylvia Nooij (2004-2007) Lavinia Poku Lucienne Reichardt (2008-2009) Esther Scheenaard Kitty Susan Kimberley Vermeij | Chantal de Ridder (?-2007) Priscilla de Vos Sarina Wiegman-Glotzbach (1994-2003) Jill Wilmot (2000-2007) Marelle Worm (2007-2009) Jeanet van der Laan |

| Tweede divisie:   | ACV · AFC · Jong Almere City FC · BVV Barendrecht · Excelsior Maassluis · GVVV · HHC Hardenberg · HSV Hoek · IJsselmeervogels · VV Katwijk · Koninklijke HFC · Kozakken Boys · Quick Boys · Rijnsburgse Boys · SV Spakenburg · Jong Sparta · De Treffers · RKAV Volendam |
| Derde divisie A:  | ADO '20 · DOVO · DVS '33 · VV Eemdijk · Excelsior '31 · SC Genemuiden · Harkemase Boys · Hercules · VV Hoogeveen · HSC '21 · SV Huizen · Rohda Raalte · VV Scherpenzeel · Sparta Nijkerk · Sportlust '46 · VV Staphorst · TEC · SV Urk                                   |
| Derde divisie B:  | ASWH · Blauw Geel '38 · VV Gemert · GOES · Groene Ster · VV Kloetinge · FC Lisse · SV Meerssen · vv Noordwijk · RBC · FC Rijnvogels · SVV Scheveningen · SteDoCo · TOGB · UDI '19 · UNA · VVSB · VV Zwaluwen                                                             |
| Vierde divisie A: | FC Aalsmeer · AFC '34 · Ajax (amateurs) · DEM · DVVA · HBC · HVV Hollandia · SV Hoofddorp · JOS Watergraafsmeer · SV Kampong · ODIN '59 · VPV Purmersteijn · SJC · AVV Swift · Ter Leede · HC & FC Victoria                                                              |
| Vierde divisie B: | De Jodan Boys · VV Capelle · SC Feyenoord · FC 's-Gravenzande · RKSV Halsteren · HBS · VV Heerjansdam · SV Poortugaal · Quick Den Haag · RKAVV · SHO · VV Smitshoek · VOC · VUC · RKVV Westlandia · XerxesDZB                                                            |
| Vierde divisie C: | Achilles Veen · AWC · VV Baronie · VV Dongen · EVV · Juliana '31 · SV Laar · LRC · MASV · Mierlo-Hout · OJC Rosmalen · Orion · Unitas '30 · SV Valkenswaard · SV Venray · RKSV Wittenhorst                                                                               |
| Vierde divisie D: | AZSV · DETO · DZC '68 · Flevo Boys · VV Heino · VV Hoogland · HZVV · NEO · d'Olde Veste '54 · ONS Sneek · PKC '83 · Quick '20 · SDV Barneveld · SVZW · TVC '28 · WHC |

| Topklasse:                 | ACV · RKSV Bekkerveld · CVV Berkel · DSS · DTS Ede · FC Eindhoven AV · VV Eldenia · Oranje Nassau Groningen · FC Rijnvogels · SV Saestum · Ter Leede · ASV Wartburgia           |
| Hoofdklasse zaterdag (HA): | Be Quick '28 · VV Berkum · BVV Barendrecht · De Jodan Boys · SC Klarenbeek · VV Reiger Boys · Sparta Rotterdam · Sporting '70 · SSS · SC Stiens · SV Saestum-2 · Ter Leede-2    |
| Hoofdklasse zondag (HB):   | VV Bavel · FC Berghuizen · DSE · VV FSG · RKSV Nuenen · SV Orion · SV Someren · Vv Trekvogels · RKSV De Tukkers · UDI '19 · Victoria Boys · FC Eindhoven AV-2                   |
| Eerste klasse zaterdag 1A: | FC Delta Sports '95 · IJFC · VV IJzendijke · RCL · SV Real Sranang · svo RVVH/Sparta Rotterdam · VV Sleeuwijk · Sparta Nijkerk · VV Spirit · WV-HEDW · DSS-2 · ASV Wartburgia-2 |
| Eerste klasse zaterdag 1B: | AZSV · DZC '68 · G.V. Groen Geel · Heerenveense Boys · VV Helpman · HZVV · the Knickerbockers · FC Ommen · SDC Putten · VV Winsum · Be Quick '28-2 · Oranje Nassau Groningen-2  |
| Eerste klasse zondag 1C:   | ADO '20 · AFC · Always Forward · Beuningse Boys · VV Bergen · SC Buitenveldert · VV Hoogland · RKHVV · VDZ · VV Winkel · VV Witkampers · vv Trekvogels-2                        |
| Eerste klasse zondag 1D:   | Beerse Boys · HVCH · VV Nooit Gedacht · OJC Rosmalen · RKSV Prinses Irene · Rood-Wit '62 · VV Schaesberg · FC Tilburg · RKSV Wittenhorst · SC Woezik · DSE-2 · RKSV Nuenen-2    |